# Münch (Familienname)
Münch ist ein deutscher Familienname.

## Namensträger

### A
- Adolf Münch (1805–1877), österreichisch-tschechischer Textilfabrikant und Firmengründer
- Albert Münch (* 1945), deutscher Maler und Grafiker
- Alexander Münch (1900–1984), deutscher Autor und Literaturwissenschaftler
- Alfred Münch (* 1947), deutscher Politiker (SPD), MdL
- André Münch (* 1977), deutscher Koch
- Annerose Münch (* 1939), deutsche Fechtsportlerin
- Armin Münch (Schauspieler) (1903–1957), deutscher Schauspieler und Sprecher
- Armin Münch (Grafiker) (1930–2013), deutscher Grafiker, Zeichner und Hochschullehrer
- Arnold Münch (1825–1895), Schweizer Politiker, Beamter und Unternehmer
- August Münch (1815–1874), deutscher Hofbeständer, MdL Nassau

### B
- Balthasar Münch (1821–1885), Mühlenbesitzer, Bürgermeister und MdL Nassau
- Balthasar Gottlieb Münch (1794–nach 1857), deutscher Hofbeständer, MdL Nassau
- Barbara Münch (* 1939), deutsche Autorin, siehe Barbara Kühl
- Barbara Münch (Architektin) (* 1970), deutsche Ingenieurin, Architektin und Publizistin (chinesische Architektur und Stadtentwicklung)
- Bernd Münch (* 1964), deutscher Fußballspieler
- Birgit Ulrike Münch (* 1975), deutsche Kunsthistorikerin
- Burkhard VII. Münch († 1444), Adeliger

### C
- Carl von Münch (1721–1778), Bankier in Augsburg, Herr auf Aystetten, Mühringen und Filseck
- Carl Hermann Münch (1872–?), deutscher Maler
- Carl Wilhelm Friedrich Freiherr von Münch (1834–1882), Herr auf Mühringen und Filseck
- Charles Münch (1891–1968), französischer Dirigent
- Christian von Münch (Bankier, 1690) (1690–1757), deutscher Bankier
- Christian von Münch (Bankier, 1724) (1724–1780), deutscher Bankier
- Christian von Münch (Bankier, 1752) (1752–1821), deutscher Bankier
- Christian Münch (* 1951), deutscher Komponist, Organist, Pianist und Dirigent
- Christoph Münch (* 1963), deutscher Autor und Journalist
- Christopher Münch (* 1962), US-amerikanischer Filmregisseur, Drehbuchautor und Filmeditor
- Curt Münch (1882–1966), deutscher Detektiv und Hellseher

### D
- Dietmar Münch (* 1954), deutscher Fußballspieler

### E
- Emil Münch (1891–1961), deutscher Kommunalpolitiker
- Erich Münch (General) (1897–1983), Schweizer General
- Erich Münch (Künstler) (1936–2019), Schweizer Bildender Künstler
- Ernst Münch (Historiker, 1798) (1798–1841), Schweizer Historiker und Bibliothekar
- Ernst Münch (Musiker) (1859–1928), elsässischer Organist und Chorleiter
- Ernst Münch (Politiker) (1869–1955), deutscher Bürgermeister und Politiker
- Ernst Münch (Forstwissenschaftler) (1876–1946), deutscher Forstwissenschaftler
- Ernst Münch (Historiker, 1952) (* 1952), deutscher Historiker und Hochschullehrer
- Eugen Münch (Politiker) (1880–1919), Schweizer Politiker
- Eugen Münch (Unternehmer) (* 1945), deutscher Unternehmer und Gründer der Rhön-Klinikum AG

### F
- Franz von Münch-Bellinghausen (1787–1863), preußischer Verwaltungsbeamter
- Franz Furrer-Münch (1924–2010), Schweizer Komponist
- Franz Xaver Münch (1883–1940), deutscher Geistlicher
- Friedel Münch (1927–2014), deutscher Motorradkonstrukteur
- Friedrich von Münch (Gutsbesitzer, 1788) (1788–1856), deutscher Gutsbesitzer, Hofbeamter und Unternehmer
- Friedrich Münch (Politiker) (1799–1881), deutsch-amerikanischer Pastor, Winzer, Politiker und Schriftsteller
- Friedrich Münch (Verleger, 1808) (Friedrich Jakob Münch; 1808–1871), deutscher Journalist und Zeitungsverleger
- Friedrich von Münch (Gutsbesitzer, 1834) (1834–1882), deutscher Gutsbesitzer
- Friedrich Münch (Verleger, vor 1881) (vor 1881–1953), deutscher Drucker und Zeitungsverleger
- Friedrich Münch (Künstler) (1930–2015), deutscher Künstler, Volkskundler und Hochschullehrer für Kunstdidaktik
- Fritz Münch (Philosoph) (1879–1920), deutscher Philosoph
- Fritz Münch (Musiker) (1890–1970), französischer Musiker, Dirigent und Musikwissenschaftler
- Fritz Münch (Politiker) (1903–1993), Schweizer Gewerkschaftsfunktionär und Politiker
- Fritz Münch (Rechtswissenschaftler) (1906–1995), deutscher Rechtswissenschaftler

### G
- Georg Münch (Pastor) (1631–1678), deutscher evangelischer Geistlicher
- Georg Münch (Politiker), 1792/93 Mitglied des Rheinisch-Deutschen Nationalkonvents
- Georg Münch (Restaurator) (1881–1962), Chefrestaurator der Gemäldegalerie in Dresden, Lithograf und Maler
- Georg Münch (Handballspieler) (* 1988), deutscher Handballspieler
- Gerhard Münch (1914–2011), deutscher General
- Gerhart Münch (1907–1988), deutscher Pianist und Komponist
- Guido Münch (1921–2020), mexikanischer Astronom
- Guido Münch (Künstler) (* 1966), deutscher Künstler
- Gustav Münch (1843–1910), deutscher Reichstagsabgeordneter

### H
- Hans Münch (Dirigent) (1893–1983), Schweizer Dirigent
- Hans Münch (Mediziner) (1911–2001), deutscher Bakteriologe und KZ-Arzt
- Hans Münch (Ornithologe) (1914–2005), deutscher Vogelkundler
- Hans Münch-Holland (1899–1971), deutscher Cellist und Hochschullehrer
- Hanspeter Münch (* 1940), deutscher Maler
- Hartmut Münch (* 1942), deutscher Badmintonspieler
- Hartung Münch (~1265–1332), Bischof von Basel 1325–1328
- Heiko Münch (* 1963), deutscher Fußballspieler
- Heinrich Münch (1879–1935), deutscher Politiker und Bürgermeister (NSDAP)
- Heinrich Münch von Bellinghausen (1773–1823), deutscher Jurist und Regierungsrat
- Helmut Münch (Künstler) (1926–2008), deutscher Maler und Kunsthandwerker
- Helmut Münch (Politiker, 1933) (1933–2017), deutscher Jurist und Politiker (SPD)
- Helmut Münch (1936–1996), eigentlicher Name von August Kühn (Schriftsteller)
- Helmut Münch (Politiker, 1939) (1939–2024), deutscher Politiker (CDU)
- Hermann von Münch (1819–1883), bayerischer Politiker
- Hermann Münch (Oberamtmann) (1876–1952), badischer Oberamtmann
- Hermann Münch (1885–1951), deutscher Generaldirektor des Volkswagenwerkes
- Holger Münch (* 1961), Präsident des Bundeskriminalamtes
- Horst Münch (* 1951), deutscher Maler, Bildhauer, Fotograf, Autor und Videokünstler
- Hubert Münch (* 1941), deutscher Fußballspieler

### I
- Idunnu Münch, deutsche Opernsängerin
- Ingo von Münch (* 1932), deutscher Jurist, Hochschullehrer, Verfassungsrechtler und Politiker (FDP)
- Irma Münch (* 1930), deutsche Theater- und Filmschauspielerin
- Isabel Münch (* vor 1963), deutsche Informatikerin und Mathematikerin

### J
- Joachim Münch (Pädagoge) (1919–2019), deutscher Berufspädagoge und Hochschullehrer
- Joachim Münch (Admiral) (1928–2016), Konteradmiral der Volksmarine der Deutschen Demokratischen Republik
- Joachim Münch (Jurist) (* 1959), deutscher Jurist und Hochschullehrer
- Joachim Eduard von Münch-Bellinghausen (1786–1866), österreichischer Diplomat
- Johann Münch (auch: Monarchus, Mönch, Münnich, 1536–1599), deutscher Rechtswissenschaftler
- Johann Friedrich Münch (1729–1808), Schweizer Politiker
- Johann Gottlieb Münch (1774–1837), Evangelischer Theologe und Hochschullehrer
- Johann Peter Münch von Münchenstein-Löwenburg (1663–1732), Schweizer Beamter
- Johannes Münch (1791–1869), Mitglied der Frankfurter Nationalversammlung
- Josef Münch (1894–1977), deutscher Zahnarzt und Arzt sowie Mitbegründer der Kinderzahnheilkunde
- Josefa Theresia Münch (1930–2023), katholische Theologin
- Joseph von Münch-Bellinghausen (1801–1861), hessischer Richter und Abgeordneter des Großherzogtums Hessen
- Julitta Münch (1959–2020), deutsche Moderatorin und Journalistin
- Jürgen Münch (* 1968), deutscher Informatiker

### K
- Karl Münch (Politiker) (1819–nach 1860), deutscher Bürgermeister und Politiker
- Karl Münch (Schauspieler), deutscher Schauspieler
- Karl Münch (Diplomat) (bzw. Karl Georg Münch; * 1925), deutscher Botschafter, unter anderem in Sierra Leone, und Generalkonsul in Sao Paulo
- Karl von dem Bussche-Münch (1861–1900), deutscher Rittergutsbesitzer und Politiker
- Kevin Münch (* 1988), deutscher Dartspieler
- Konrad Münch von Landskron (Politiker) († 1353), Bürgermeister von Basel
- Konrad Münch von Landskron (Bischof) († 1402), Bischof von Basel
- Kurt Münch, deutscher Sportfunktionär

### L
- Ludwig von Münch (1781–nach 1816), königlich bayerischer Kammerherr
- Ludwig Münch (1852–1922), deutscher Lehrer und Landtagsabgeordneter

### M
- Markus Münch (Fußballspieler) (* 1972), deutscher Fußballspieler
- Markus Münch (Leichtathlet) (* 1986), deutscher Diskuswerfer
- Martin Münch (* 1961), deutscher Komponist und Pianist
- Martina Münch (* 1961), deutsche Politikerin und Ärztin
- Mathias Münch (* 1970), deutscher Fernseh- und Radiomoderator
- Matthäus Cornelius Münch (1771–1853), deutscher Geistlicher und Pädagoge
- Max Münch (1859–1940), Schweizer Architekt

### O
- Oscar von Münch (1864–1920), deutscher Politiker, Mitglied des Deutschen Reichstags
- Otto Münch (1885–1965), Schweizer Stuckateur, Bildhauer und Plastiker

### P
- Paul von Münch (1641–1669), sächsischer Dragoner-Offizier
- Paul Münch (Autor) (1879–1951), deutscher Mundartdichter
- Paul Münch (Historiker) (* 1941), deutscher Historiker und Hochschullehrer
- Paul Georg Münch (1877–1956), deutscher Reformpädagoge und Schriftsteller
- Peter von Münch (1728–??), deutscher Adliger, Herr auf Aystetten, Mühringen und Filseck
- Peter Münch (Publizist) (* 1956), deutscher Publizist
- Peter Münch (Journalist) (* 1960), deutscher Journalist
- Peter Münch (Rechtswissenschaftler) (* 1964), Schweizer Rechtswissenschaftler und Hochschullehrer
- Peter L. Münch-Heubner (* 1960), deutscher Politikwissenschaftler
- Philipp Münch (* 1930), deutscher Fotograf

### R
- Reinhard Münch (Fotograf) (* 1951), deutscher Fotograf
- Reinhard Münch (Historiker) (* 1959), deutscher Soziologe und Heimathistoriker
- Richard Münch (Politiker) (1889–1968), deutscher Jurist und Politiker, Stadtältester von Berlin
- Richard Münch (Schauspieler) (1916–1987), deutscher Schauspieler
- Richard Münch (Soziologe) (Richard Friedrich Münch; * 1945), deutscher Soziologe
- Ronald Münch, deutscher Diplomat
- Rosa Münch (1886–1974), Schweizer Politikerin
- Rudolf Münch (Philologe) (1875–1957), deutscher Lehrer, Anglist und Fachpublizist
- Rudolf Münch (Unternehmer) (1884–1939), österreichisch-tschechischer Textilfabrikant
- Rudolf Münch (Architekt) (1922–1994), österreichischer Architekt
- Rudolf Münch (Heimatforscher) (* 1939), deutscher Heimatforscher

### S
- Siegbert Münch, deutscher Skispringer
- Siegfried Münch (1928–2001), deutscher Agrarökonom

### T
- Thomas von Münch (1723–1758), Assessor am Stadtgericht in Augsburg, Herr auf Aystetten, Mühringen und Filseck
- Thomas Münch (Sozialwissenschaftler) (* 1953), deutscher Sozialwissenschaftler
- Thomas Münch (Musikwissenschaftler) (* 1955), deutscher Musikwissenschaftler

### U
- Udo Münch (* 1956), deutscher Polizist und ehemaliger Landespolizeipräsident in Hessen
- Ursula Münch (* 1961), Professorin für Innenpolitik und Vergleichende Regierungslehre an der Universität der Bundeswehr München

### W
- Walter Münch (1911–1992), deutscher Verwaltungsjurist
- Walter Münch (Fußballspieler, 1912) (1912–nach 1950), deutscher Fußballspieler
- Walter Münch (Fußballspieler, 1932) (1932–2019), deutscher Fußballspieler
- Walther Münch-Ferber (1850–1931), deutscher Unternehmer, Textilfabrikant, Reichstagsabgeordneter
- Werner Münch (* 1940), deutscher Politiker (CDU) und Ministerpräsident von Sachsen-Anhalt
- Wilhelm Münch (Mediziner) (1884–1970), deutscher Arzt, Homöopath und Standesfunktionär
- Wilhelm Münch (General) (1899–1943), deutscher Generalmajor
- Wilhelm Haas-Münch (1741–1800), Schweizer Erfinder einer verbesserten Druckerpresse
- Wilhelm Hermann Münch (1879–1969), deutscher Astronom und Astrophysiker
- Wilhelm Karl Georg Münch (1843–1912), deutscher Regierungsrat, Pädagoge und Schriftsteller
- Willi Münch (1930–2023), deutscher Museumsleiter und Autor
- Willi Münch-Khe (1885–1960), deutscher Maler, Grafiker, Porzellan- und Keramik-Modelleur sowie Kunstgewerbler
- Wolfgang Münch (* 1951), deutscher Jurist